# Liste de cours d'eau de La Réunion
Cette liste de cours d'eau de La Réunion présente les plus importants bras, rivières et ravines de La Réunion, département et région d'outre-mer français dans l'océan Indien. Y sont recensés les principaux fleuves se jetant dans l'océan Indien, leurs affluents notables et, à titre indicatif, les sections remarquables de ces fleuves portant en amont un autre nom qu'à l'embouchure. Pour chaque entrée, sont indiqués son identifiant pour le Service d'administration nationale des données et référentiels sur l'eau, sa longueur en kilomètres, les éventuels cascades et bassins situés dans son cours, les éventuels affluents importants qui l'alimentent, l'embouchure en question et le ou les communes traversées.

## Liste
| Cours d'eau                  | Identifiant SANDRE | Longueur | Section(s)                                                        | Affluent(s)                                               | Confluence ou embouchure        | Commune(s) traversée(s)              | Photographie |
| ---------------------------- | ------------------ | -------- | ----------------------------------------------------------------- | --------------------------------------------------------- | ------------------------------- | ------------------------------------ | ------------ |
| Bras Bémale                  | 40401250           | 8.5      |                                                                   |                                                           | Bras d'Oussy                    | La Possession                        |              |
| Bras d'Oussy                 | 40401210           | 6        |                                                                   | Bras Bémale                                               | Rivière des Galets              | La Possession                        |              |
| Bras de Caverne              | 40211000           | 14.2     |                                                                   |                                                           | Rivière du Mât                  | Saint-Benoît Salazie Bras-Panon      |              |
| Bras de Cilaos               |                    |          |                                                                   |                                                           |                                 | Cilaos Saint-Louis                   |              |
| Bras de la Plaine            | 40611000           | 20.9     |                                                                   |                                                           | Rivière Saint-Étienne           | Le Tampon Entre-Deux Saint-Pierre    |              |
| Bras des Lianes              | 40211090           | 12       | cascade du Chien                                                  |                                                           | Rivière du Mât                  | Bras-Panon                           |              |
| Bras des Merles              | 40411020           | 4.1      |                                                                   |                                                           | Bras Sainte-Suzanne             | La Possession                        |              |
| Bras Noir                    | 40101130           | 4.4      |                                                                   |                                                           | Ravine Sèche                    | Le Tampon La Plaine-des-Palmistes    |              |
| Bras Rouge                   |                    |          | cascade de Bras Rouge La Chapelle                                 |                                                           |                                 | Cilaos                               |              |
| Bras Sainte-Suzanne          | 40411000           | 9.9      |                                                                   | Bras des Merles                                           | Rivière des Galets              | La Possession                        |              |
| Grande Ravine                | 40510190           | 17.8     |                                                                   |                                                           | océan Indien                    | Les Trois-Bassins                    |              |
| Grande Ravine des Lataniers  | 40320300           | 10.2     |                                                                   |                                                           | Baie de la Possession           | La Possession                        |              |
| Grande Ravine Glissante      | 40040190           | 11.3     |                                                                   |                                                           | océan Indien                    | Sainte-Rose                          |              |
| Grande Rivière Saint-Jean    | 40300100           | 16.8     |                                                                   | Petite rivière Saint-Jean Bras des Chevrettes             | océan Indien                    | Saint-André Sainte-Suzanne           |              |
| Petite Ravine                | 40510200           | 8.6      |                                                                   |                                                           | océan Indien                    | Saint-Leu Les Trois-Bassins          |              |
| Ravine Basse Vallée          | 40020120           | 10.2     |                                                                   |                                                           | océan Indien                    | Saint-Joseph Saint-Philippe          |              |
| Ravine Bernica               | 40501160           | 15       | bassin Pigeons                                                    |                                                           | océan Indien                    | Saint-Paul                           |              |
| Ravine Blanche               | 40620110           | 26.1     |                                                                   |                                                           | océan Indien                    | Le Tampon Saint-Pierre               |              |
| Ravine Charpentier           | 40310130           | 11.9     |                                                                   |                                                           | océan Indien                    | Sainte-Marie                         |              |
| Ravine de l'Anse             | 40620150           | 7.9      |                                                                   |                                                           | océan Indien                    | Petite-Île Saint-Pierre              |              |
| Ravine de l'Ermitage         | 40510150           | 6.6      |                                                                   |                                                           | océan Indien                    | Saint-Paul                           |              |
| Ravine de la Chaloupe        | 40510220           | 12.6     |                                                                   |                                                           | Baie de Saint-Leu               | Saint-Leu                            |              |
| Ravine de la Grande Chaloupe | 40320250           | 7.9      |                                                                   |                                                           | océan Indien                    | Saint-Denis La Possession            |              |
| Ravine de Petite-Île         | 40620180           | 13       |                                                                   |                                                           | océan Indien                    | Petite-Île Saint-Pierre              |              |
| Ravine de Takamaka           | 40020210           | 0.6      |                                                                   |                                                           | océan Indien                    | Saint-Philippe                       |              |
| Ravine des Avirons           | 40510340           | 16.9     |                                                                   |                                                           | océan Indien                    | Les Avirons Saint-Leu                |              |
| Ravine des Cabris            | 40620100           | 21.1     |                                                                   |                                                           | océan Indien                    | Le Tampon Saint-Pierre               |              |
| Ravine des Cafres            | 40620140           | 15.7     |                                                                   |                                                           | océan Indien                    | Saint-Pierre Le Tampon               |              |
| Ravine des Chèvres           | 40310110           | 10.4     |                                                                   |                                                           | océan Indien                    | Sainte-Marie Sainte-Suzanne          |              |
| Ravine des Citrons Galets    | 40020250           | 7.2      |                                                                   |                                                           | océan Indien                    | Saint-Philippe                       |              |
| Ravine des Colimaçons        | 40510210           | 15.2     |                                                                   |                                                           | Baie de Saint-Leu               | Saint-Leu                            |              |
| Ravine des Orangers          | 40100100           | 11.1     |                                                                   |                                                           | océan Indien                    | La Plaine-des-Palmistes Saint-Benoît |              |
| Ravine des Patates à Durand  | 40320100           | 12.6     |                                                                   |                                                           | océan Indien                    | Saint-Denis                          |              |
| Ravine des Poux              | 40510250           | 9.4      |                                                                   |                                                           | Baie de Saint-Leu               | Saint-Leu                            |              |
| Ravine des Trois-Bassins     | 40510170           | 16.9     |                                                                   |                                                           | océan Indien                    | Les Trois-Bassins Saint-Paul         |              |
| Ravine Divon                 | 40501240           | 15.1     |                                                                   |                                                           | étang de Saint-Paul             | Saint-Paul                           |              |
| Ravine du Butor              | 40320110           | 10.6     |                                                                   | Ruisseau des Noirs                                        | océan Indien                    | Saint-Denis                          |              |
| Ravine du Cap                | 40510260           | 7.8      |                                                                   |                                                           | Baie de Saint-Leu               | Saint-Leu                            |              |
| Ravine du Chaudron           | 40310180           | 12.3     | cascade du Chaudron                                               |                                                           | océan Indien                    | Saint-Denis                          |              |
| Ravine du Gol                | 40520120           | 17.3     |                                                                   |                                                           | Étang du Gol océan Indien       | Les Avirons Saint-Louis              |              |
| Ravine du Petit Saint-Pierre | 40100110           | 16.7     |                                                                   |                                                           | océan Indien                    | La Plaine-des-Palmistes Saint-Benoît |              |
| Ravine du Pont               | 40620160           | 7.1      |                                                                   |                                                           | océan Indien                    | Petite-Île                           |              |
| Ravine du Trou               | 40510330           | 16.4     |                                                                   |                                                           | océan Indien                    | Saint-Leu                            |              |
| Ravine Fleurimont            | 40510100           | 6.7      |                                                                   |                                                           | Baie de Saint-Paul              | Saint-Paul                           |              |
| Ravine Fontaine              | 40510230           | 14.8     |                                                                   |                                                           | Baie de Saint-Leu               | Saint-Leu                            |              |
| Ravine Lamarque              | 40131290           | 2        |                                                                   |                                                           | Rivière des Roches              | Saint-Benoît                         |              |
| Ravine Manapany              | 40620190           | 11.3     |                                                                   |                                                           | océan Indien                    | Petite-Île Saint-Joseph              |              |
| Ravine Saint-François        | 40100140           | 16.9     |                                                                   |                                                           | océan Indien                    | La Plaine-des-Palmistes Saint-Benoît |              |
| Ravine Saint-Gilles          | 40510140           | 21.4     | bassin Bleu bassin Malheur bassin des Aigrettes bassin Cormoran   |                                                           | océan Indien                    | Saint-Paul                           |              |
| Ravine Sèche                 | 40100150           | 25.3     |                                                                   | Bras Noir                                                 | océan Indien                    | La Plaine-des-Palmistes Saint-Benoît |              |
| Ravine à Jacques             | 40320230           | 5.5      |                                                                   |                                                           | océan Indien                    | Saint-Denis                          |              |
| Ravine à Malheur             | 40320270           | 5.6      |                                                                   |                                                           | océan Indien                    | La Possession                        |              |
| Rivière Bras-Panon           | 40131130           | 10.9     |                                                                   |                                                           | Rivière des Roches              | Bras-Panon                           |              |
| Rivière d'Abord              | 40620120           | 20.3     |                                                                   |                                                           | océan Indien                    | Le Tampon Saint-Pierre               |              |
| Rivière de l'Est             | 40050100           | 21.3     | Cassé de la Rivière de l'Est                                      |                                                           | océan Indien                    | Sainte-Rose Saint-Benoît             |              |
| Rivière des Fleurs Jaunes    | 40201170           | 14.6     |                                                                   |                                                           | Rivière du Mât                  | Salazie                              |              |
| Rivière des Galets           | 404-0100           | 35.3     |                                                                   | Bras d'Oussy Bras Sainte-Suzanne                          | Baie de Saint-Paul océan Indien | La Possession Saint-Paul Le Port     |              |
| Rivière des Marsouins        | 40120100           | 30       |                                                                   |                                                           | océan Indien                    | Saint-Benoît                         |              |
| Rivière des Pluies           | 40310170           | 18.3     |                                                                   |                                                           | océan Indien                    | Saint-Denis Sainte-Marie             |              |
| Rivière des Remparts         | 40000100           | 25.3     |                                                                   |                                                           | océan Indien                    | Saint-Joseph                         |              |
| Rivière des Roches           | 40130130           | 17.8     | bassin la Mer bassin la Paix                                      | Rivière Bras-Panon Ravine Lamarque                        | océan Indien                    | Bras-Panon Saint-Benoît              |              |
| Rivière du Mât               | 402-0100           | 34.1     | Trou Blanc                                                        | Rivière des Fleurs Jaunes Bras de Caverne Bras des Lianes | océan Indien                    | Salazie Saint-André Bras-Panon       |              |
| Rivière Langevin             | 40010100           | 18.3     | cascade de Grand Galet cascade du Trou noir                       |                                                           | océan Indien                    | Saint-Joseph                         |              |
| Rivière Saint-Denis          | 40320120           | 15,4     |                                                                   | Grand Bras Bras Guillaume                                 | océan indien                    | Saint-Denis                          |              |
| Rivière Saint-Étienne        | 406-0100           | 34.5     | Bras Rouge Bras de Cilaos                                         | Bras de la Plaine                                         | océan Indien                    | Cilaos Saint-Louis Saint-Pierre      |              |
| Rivière Sainte-Anne          | 40100120           | 14.9     |                                                                   |                                                           | océan Indien                    | La Plaine-des-Palmistes Saint-Benoît |              |
| Rivière Sainte-Marie         | 40310140           | 15.5     |                                                                   |                                                           | océan Indien                    | Sainte-Marie                         |              |
| Rivière Sainte-Suzanne       | 40300110           | 18.9     | bassin Bœuf cascade Niagara stade en eaux vives de Sainte-Suzanne |                                                           | océan Indien                    | Sainte-Marie Sainte-Suzanne          |              |
| Ruisseau des Noirs           | 40321140           | 2        |                                                                   |                                                           | Ravine du Butor                 | Saint-Denis                          |              |